# Essa Boneca Tem Manual
Essa Boneca Tem Manual é o segundo álbum da cantora e compositora brasileira Vanessa da Mata, lançado em 3 de fevereiro de 2004 pela Sony Music.
Entre os sucessos do álbum estão as canções "Ai, Ai, Ai..." (incluída na trilha sonora da telenovela Belíssima) e que foi a canção nacional mais tocada nas rádios em 2006, "Ainda Bem" (incluída na trilha sonora da telenovela Pé na Jaca), "Não Chore, Homem" e "Música" (incluídas na trilha sonora do filme Muito Gelo e Dois Dedos D'Água) e as regravações de "Eu Sou Neguinha?", de Caetano Veloso (incluída na trilha sonora da telenovela A Lua me Disse) e "História de Uma Gata", de Chico Buarque. 

## Lista de Faixas
Créditos adaptados do encarte do álbum.
Todas as faixas escritas e compostas por Liminha e Vanessa da Mata, exceto onde indicado. 
| N.º            | Título                        | Compositor(es)                             | Duração |  |
| 1.             | "Ainda Bem"                   |                                            | 4:29    |  |
| 2.             | "Eu Sou Neguinha?"            | Caetano Veloso                             | 3:48    |  |
| 3.             | "Eu Quero Enfeitar Você"      |                                            | 2:59    |  |
| 4.             | "Música"                      |                                            | 3:06    |  |
| 5.             | "Essa Boneca Tem Manual"      | V. da Mata                                 | 3:38    |  |
| 6.             | "Ai, Ai, Ai..."               |                                            | 4:13    |  |
| 7.             | "Joãozinho"                   | V. da Mata                                 | 3:44    |  |
| 8.             | "Ela X Ele Na Cidade Sem Fim" | V. da Mata                                 | 4:35    |  |
| 9.             | "História de uma Gata"        | Chico Buarque Luis Bacalov Sergio Bardotti | 3:46    |  |
| 10.            | "Não Chore, Homem"            | V. da Mata                                 | 3:36    |  |
| 11.            | "Vem"                         | V. da Mata                                 | 3:16    |  |
| 12.            | "Zé"                          |                                            | 3:11    |  |
| Duração total: | Duração total:                | Duração total:                             | 44:21   |  |

| Faixa bônus    |                                        |                |         |  |
| N.º            | Título                                 | Compositor(es) | Duração |  |
| 13.            | "Ai, Ai, Ai..." (Deeplick Radio Remix) |                | 4:50    |  |
| Duração total: | Duração total:                         | Duração total: | 49:11   |  |

## Posições nas paradas
| Parada (2004)       | Melhores posições |
| ------------------- | ----------------- |
| Brasil PMB - Top CD | 11                |

## Certificações
| Brasil (PMB)                              | Ouro | 2006 | 250.000* |
| *número de vendas baseado na certificação |      |      |          |